# アルフレド・アギラール
アルフレド・アリエル・アギラール（Alfredo Ariel Aguilar , 1988年7月18日 - ）は、パラグアイ・サン・ペドロ県サン・エスタニスラオ出身のサッカー選手。セアラーSC所属。ポジションはGK。

## クラブ経歴
2007年に国内リーグのクラブ・グアラニーのトップチームに昇格し、2013年シーズンより正GKに定着。2018年1月1日にライバルチームのオリンピア・アスンシオンに移籍。2年連続でリーグ優勝を経験した。

## パラグアイ代表
2014年にパラグアイ代表に初招集。コパ・アメリカ2015の代表メンバーに、フスト・ビジャールに次ぐ第2GKとして招集。コパ・アメリカ・センテナリオは未招集。2018年6月12日の日本戦で、前半12分に代表引退試合となったビジャールとの交代で代表戦初出場。コパ・アメリカ2019にはロベルト・フェルナンデス、アントニー・シルバに次ぐ第3GKとして招集された。